# Липатов, Юрий Александрович
Юрий Александрович Липа́тов (род. 14 июня 1953, Раменский район, Московская область) — российский политический деятель, депутат Государственной Думы VI созыва от «Единой России», член Совета Федерации Федерального Собрания Российской Федерации от Московской области (2016—2018). С 2018 года — депутат Московской областной Думы, член фракции «Единая Россия».

## Биография
Родился в д. Дергаево Раменского района Московской области 14 июня 1953 года.
В 1970—1976 годах — слесарь-сборщик, инженер на Раменском приборостроительном заводе.

В 1976 году закончил Московский авиационный технологический институт имени К. Э. Циолковского.
В 1976—1984 годах — инструктор, заведующий организационным отделом, второй секретарь, первый секретарь Раменского горкома ВЛКСМ Московской области.

В 1984—1986 годах — главный инженер Раменского филиала Московского производственного объединения «Электрозавод» имени В. В. Куйбышева.
В 1986—1990 годах — второй секретарь Раменского горкома КПСС Московской области.
В 1990—1997 годах — директор, генеральный директор Раменского филиала Московского производственного объединения «Электрозавод» имени В. В. Куйбышева (с сентября 1996 года ОАО «Раменский электротехнический завод „Энергия“»).

### Московская областная дума
14 декабря 1997 года состоялись выборы в Московскую областную думу 2 созыва, проходили по 50 одномандатным округам. Липатов баллотировался в округе № 36 город Раменское и был выдвинут избирателями. Набрал большинство голосов (25121 голос, 54,5%) и был избран. В думе занял должность председателя комитета по проблемам народно-хозяйственного комплекса и развития инфраструктуры. При этом он совмещал депутатскую работу с работой генеральным директором завода.
1998—1999 гг. генеральный директор ОАО «Раменский электротехнический завод „Энергия“».

### Государственная дума
3 созыв (1999—2003)
Осенью 1999 года были назначены выборах в Государственную думу 3 созыва, проводившиеся по смешанной системе. Липатов баллотировался в составе списка блока «Отечество — Вся Россия» (лидеры списка Примаков — Лужков — Яковлев). По итогам выборов получил мандат депутата Госдумы и досрочно сложил полномочия депутата Мособлдумы. В Госдуме 3 созыва занимал должность заместителя председателя комитета по энергетике, транспорту и связи, входил во фракцию «Отечество — Вся Россия». 
В 2001 году закончил Российскую академию государственной службы при Президенте Российской Федерации. Кандидат экономических наук
4 созыв (2003—2007)
2003—2007 гг. депутат Государственной Думы четвёртого созыва (2004—2007), заместитель председателя комитета по энергетике, транспорту и связи. Входил во фракцию «Единая Россия».
5 созыв (2007—2011)
2007—2011 гг. депутат Государственной Думы пятого созыва (2008—2011), председатель комитета по энергетике, член комиссии по расследованию обстоятельств, связанных с возникновением чрезвычайной ситуации техногенного характера на Саяно-Шушенской ГЭС 17 августа 2009 года, член комиссии по законодательному обеспечению деятельности субъектов естественных монополий, государственных корпораций и коммерческих организаций с государственным участием.
6 созыв (2011—2016)
С 2011 года депутат Государственной Думы шестого созыва (2011—2016), первый заместитель председателя комитета по энергетике, первый заместитель руководителя фракции «Единая Россия» в Государственной Думе.

### Московская областная дума
В июле 2016 года был выдвинут на выборах в Московскую областную думу 6 созыва в составе списка «Единой России». Был в основной части списка из трёх кандидатов: Лариса Лазутина, Сергей Лемешевский, Юрий Липатов. По итогам состоявшихся 18 сентября 2016 года выборов был избран депутатом.

### Совет Федерации
18 сентября 2016 года досрочно покинул Совет Федерации в связи с избранием депутатом Госдумы Дмитрий Саблин, представлявший с 2013 года правительство Московской области и губернатора Андрея Воробьёва. 30 сентября 2016 года губернатор Андрей Воробьёв назначил Юрия Липатова членом Совета Федерации — представителем исполнительного органа государственной власти. Таким образом всего через неделю после избрания Липатов сдал мандат депутата Московской областной думы, который в середине октября был передан Дмитрию Голубкову, генеральному директору ГУП МО «Мособлгаз». 
В 2016—2018 годах — член Совета Федерации Федерального Собрания Российской Федерации. Представитель от исполнительного органа государственной власти Московской области. Заместитель председателя Комитета СФ по экономической политике.
Полномочия Липатова в Совете Федерации закончились в сентябре 2018 года вместе с окончанием полпомочий губернатора Андрея Воробьёва. 

### Московская областная дума
25 октября 2018 года избирком Московской области передал Юрию Липатову вакантный мандат Сергея Лемешевского. И хотя ещё в 2014 году Конституционный суд указал на недопустимость передачи вакантного депутатского мандата лицу, ранее получившему мандат, а затем добровольно прекратившему исполнение депутатских полномочий досрочно, эта норма принята не была ни для депутатов Государственной думы, ни для региональных парламентов.
С октября 2018 года — депутат Московской областной думы 6 созыва, член фракции «Единая Россия».

## Сведения о доходах и собственности
Согласно официальным данным, доход Липатова за 2011 год составил 3,2 млн рублей. Вместе с супругой Липатов владеет тремя земельными участками общей площадью 0,47 га, двумя жилыми домами, квартирой и легковым автомобилем.

## Государственные награды
- Почётное звание «Заслуженный энергетик Российской Федерации» (2014)
- Орден «За заслуги перед Отечеством» IV степени (2008)
- Орден Почёта (2003)
- Орден Дружбы (1997)
- Юбилейная медаль «300 лет Российскому флоту» (1996)
- Медаль «В память 850-летия Москвы» (1997)

## Другие награды
- Благодарность Министра культуры Российской Федерации (23 октября 2003) — за активную работу по организации мероприятий, связанных с реконструкцией здания Центра восточной литературы Российской государственной библиотеки[6].
- Благодарность Министра культуры Российской Федерации (4 августа 2004) — за плодотворную и безупречную работу и в связи с празднованием Дня строителя[7].
- Медаль Русской Православной Церкви «За жертвенные труды» III степени (2015)
- Почётное звание «Почётный гражданин Раменского муниципального района» (2014)
- Знак отличия «10 лет Федеральной службе по тарифам» (2014)
- Почётное звание «Почётный работник топливно-энергетического комплекса» (2013)
- Почётная грамота Правительства Российской Федерации (2013)
- Почётный знак Московской областной Думы «За верность Подмосковью» (2013)
- Почётный знак Государственной Думы Федерального Собрания Российской Федерации «За заслуги в развитии парламентаризма» (2010)
- Благодарность Правительства Российской Федерации (2008)
- Почётная грамота Государственной Думы Федерального Собрания Российской Федерации (2008)
- Орден Русской Православной Церкви Святого Благоверного Князя Даниила Московского III степени (2008)
- Благодарность Председателя Государственной Думы Федерального Собрания Российской Федерации (2006)
- Памятная юбилейная медаль «100 лет со дня учреждения Государственной Думы в России» (2006)
- Лауреат премии Правительства Российской Федерации в области науки и техники (2004)
- Звание «Почётный энергетик» (2003)
- Почётное звание «Заслуженный работник промышленности Московской области» (1999)

## Публикации
- Персона Грата «Осенняя сессия Госдумы: как поработали законодатели?» 22 декабря 2015 года, «Радио России»
- «Пора усилить охрану» — новый взгляд на обеспечение безопасности объектов ТЭКа, «Известия» 18 декабря 2015 года
- Юрий Липатов о состоянии энергетики России, «Россия 24», 11 ноября 2015 года
- Интервью Ю. А. Липатова журналу «Смена»